# 다리우스 (가수)
다리우스(Dharius, 본명: Alán Alejandro Maldonado Tamez, 1984년 9월 24일)는 멕시코의 래퍼이다. 과거 활동명은 MC 다리우스(MC Dharius)이다. 1999년부터 2013년까지 Hip Hop Cartel de Santa 그룹의 일부로 참여한 것으로 알려져 있다. 비디오이자 노래 "Me Alegro de Su Odio"는 Cartel de Santa와 함께 그가 마지막으로 작곡한 작품이다.

## 디스코그래피
- 2002 Cartel de Santa
- 2004 Vol. II
- 2006 Volumen ProIIIbido
- 2008 Vol. IV[3]
- 2010 Síncopa
- 2012 Me Atizo Macizo Tour 2012 En Vivo Desde el D.F
- 2014 Directo Hasta Arriba[4][5][6]
- 2018 Mala Fama, Buena Vidha